# Ghoul Patrol (Computerspiel)
Ghoul Patrol ist ein 1994 veröffentlichtes Shoot ’em up für das Super Nintendo Entertainment System von LucasArts. Es ist die Fortsetzung von Zombies Ate My Neighbors.

## Spielprinzip
Der Spieler steuert die Charaktere Zeke und Julie, die durch fünf Welten reisen, um ihre Stadt vor einer Horde von Zombies zu retten. Der Spieler beginnt mit einer Armbrust und unbegrenzt Munition. Verschiedene andere Waffen mit begrenzter Munition lassen sich im Spiel finden, darunter ein Plasma-Shooter und Wasserpistolen. Mit einem Erste-Hilfe-Set und Tränken kann sich der Spieler heilen. Am Ende eines jeden Abschnitts wartet das Spiel mit einem Endgegner auf.

## Entwicklung und Veröffentlichung
Das Spiel wurde von LucasArts entwickelt, das für das Design und die Art Direction verantwortlich zeichnete. Der größte Teil der Entwicklungsarbeiten einschließlich der Programmierung und der Level-Layouts wurde jedoch an das kleine malaysische Studio Motion Pixel ausgelagert, das von dem ehemaligen Beam-Software-Mitarbeiter Andrew Carter geleitet wurde. Das Spiel war zunächst nicht als Fortsetzung von Zombies Ate My Neighbors geplant, sondern sollte lediglich dieselbe Spiel-Engine verwenden. Ein Publishingabkommen mit JVC die Entwicklung eines ZAMN-Nachfolgers vor, weshalb die Protagonisten Zeke und Julie in das Spiel eingebaut wurden.
Das Spiel wurde im November 1994 von JVC Musical Industries veröffentlicht. Eine japanische Version wurde 1995 von der JVC-Tochter Victor Entertainment veröffentlicht. 2010 erschien eine Virtual-Console-Fassung für Wii. 2021 wurden Portierungen für Nintendo Switch, Xbox One und Windows veröffentlicht.

## Rezeption
Die US-amerikanische GamePro kommentierte, dass das Spiel ein würdiger Nachfolger sei. Besonders gelobt wurden das Gameplay und die detaillierten Cartoon-Grafiken. Electronic Gaming Monthly bewertete es mit 7,8 von 10 Punkten und nannte es „eine würdige Fortsetzung von ‚Zombies Ate My Neighbors‘“ und „eine großartige Hommage an alte Horrorfilme“.